# Zygia englesingii
Zygia englesingii là một loài thực vật có hoa trong họ Đậu. Loài này được (Standl.) Record miêu tả khoa học đầu tiên.